# فرودگاه سوت ایندین لیک
فرودگاه سوت ایندین لیک (به انگلیسی: South Indian Lake Airport) یک فرودگاه همگانی باربری با کد یاتا XSI است که یک باند فرود صخره‌ای دارد و طول باند آن ۱۰۷۰ متر است. این فرودگاه در کشور کانادا قرار دارد و در ارتفاع ۲۹۰ متری از سطح دریا واقع شده است.